# Noonday Dream
Noonday Dream — третій альбом британського співака, автора пісень Бена Говарда, який був випущеним 1-го червня 2018 року.

## Сприйняття критиків
«Noonday Dream» в цілому отримав позитивні відгуки критиків. На Metacritic, альбом був оцінений на 80 балів (основано на 11 рев'ю) із 100 можливих.

## Відзначення
| Видання         | Відзнака                       | Позиція |
| --------------- | ------------------------------ | ------- |
| Radio X         | Найкращі альбоми 2018          | Н/Д     |
| The Independent | Топ 40 найкращих альбомів 2018 | 11      |

## Комерційний успіх
Noonday Dream продався в розмірі 42207 копій у Великій Британії, станом на березень 2021.

## Список композицій
1. Nica Libres at Dusk
2. Towing the Line
3. "A Boat to an Island on the Wall
4. What the Moon Does
5. Someone in the Doorway
6. All Down the Mines (Interlude)
7. The Defeat
8. A Boat to an Island, Part II / Agatha's Song
9. There's Your Man
10. Murmurations

Бонусні композиції
1. Bird on a Wing
2. Interlude

Випущено синглами
1. A Boat to an Island on the Wall
2. Towing the Line
3. Nica Libres at Dusk

Усі композиції були написані Беном або сольно, або у співпраці із іншими авторами.